# 京都薬用植物園
京都薬用植物園（きょうとやくようしょくぶつえん）は京都府京都市左京区に所在する、武田薬品工業が所有する植物園である。

## 沿革
1933年（昭和8年）3月29日、薬用植物の基礎研究を目的として「京都武田薬草園」を開設。第二次世界大戦の終わった1945年には名称を「京都試験農園」に改め、天然物創薬や薬用植物の品種改良の研究を開始した。1994年には研究部門の移転に伴い、薬用植物の収集・保存・栽培を中心に行う「京都薬用植物園」となった。

## 展示内容
敷地面積は95,000m2で、薬用植物を中心に、絶滅危惧種を含む2800種あまりの植物を保有・栽培している。
園内は中央標本園・漢方処方園・温室・樹木園・ツバキ園・香辛料園・民間薬園および展示棟からなる。
- 中央標本園 - トウキやミシマサイコなど生薬として使われる植物や、オニバスやハンゲショウなどの水生植物、ワタやアイなどの有用植物を始め約200種を栽培している[3]。
- 漢方処方園 - 婦人科薬の当帰芍薬散に処方されるトウキやシャクヤク、胃腸薬の平胃散に処方されるホソバオケラやホオノキなど薬用植物を処方ごとに植栽している[4]。
- 温室 - マラリアの特効薬であるキニーネの原料となるアカキナノキや、瀉下薬として利用されるアレクサンドリアセンナのほか、バニラやカカオノキ、コーヒーノキなど熱帯の薬用・有用植物を栽培している[5]。
- 樹木園 - 樹皮や果実が生薬として利用されるセンダンなどの高木と、リンドウなど山林に生える草本類が栽培されている[6]。
- ツバキ園 - 昭和30年代から収集した、560種余りのツバキの品種を栽培・展示している[7]。
- 香辛料園 - サンショウやカミツレ、ワサビ、レモングラスなどハーブやスパイスとして利用される植物を栽培している[8]。
- 民間薬園 - カキドオシやムラサキバレンギクなど、民間薬として利用されてきた植物を栽培している。その中にはナスやコムギなど、こんにちでは一般的な食材として用いられているものもある[9]。
- 展示棟 - 野口孫市の設計により1908年に神戸市東灘区に建てられた洋館を、阪神・淡路大震災後に園内に移築したものであり、棟内では生薬標本や、動物・鉱物生薬を展示している[10]。

年に数回の特別見学会や薬学部の学生の受け入れを除き、原則として一般公開はしていない。